# Maurice Rost
Pour les articles homonymes, voir Rost.
Maurice Rost, né le 13 octobre 1886 à Clichy et mort le 31 octobre 1958 au Vésinet à 72 ans, est un ancien pilote automobile sur voitures de sport, notamment de courses d'endurance, ainsi qu'un aviateur français.

## Biographie

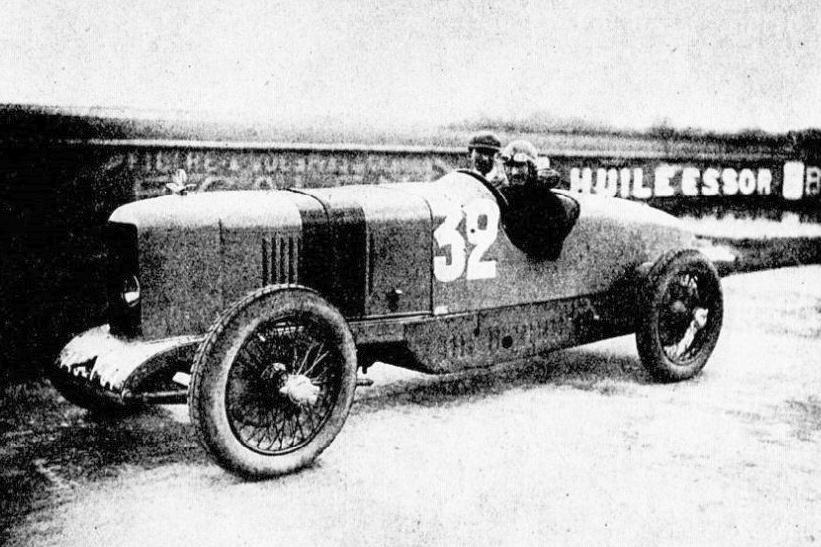
Maurice Rost vainqueur du Grand Prix de Provence en 1926, sur Georges Irat.

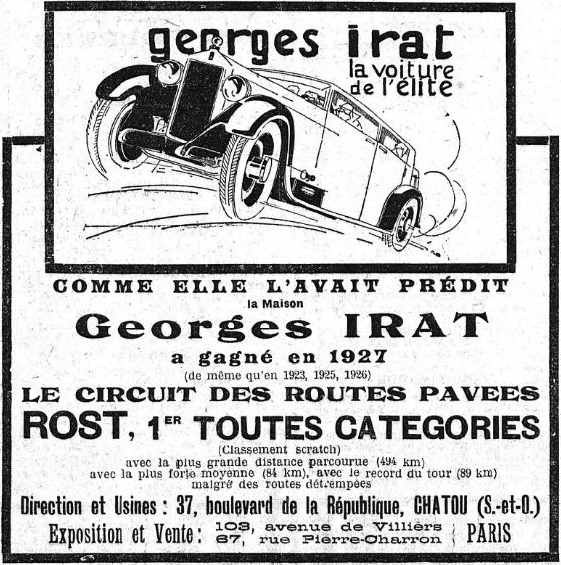
Publicité Georges Irat de 1927.

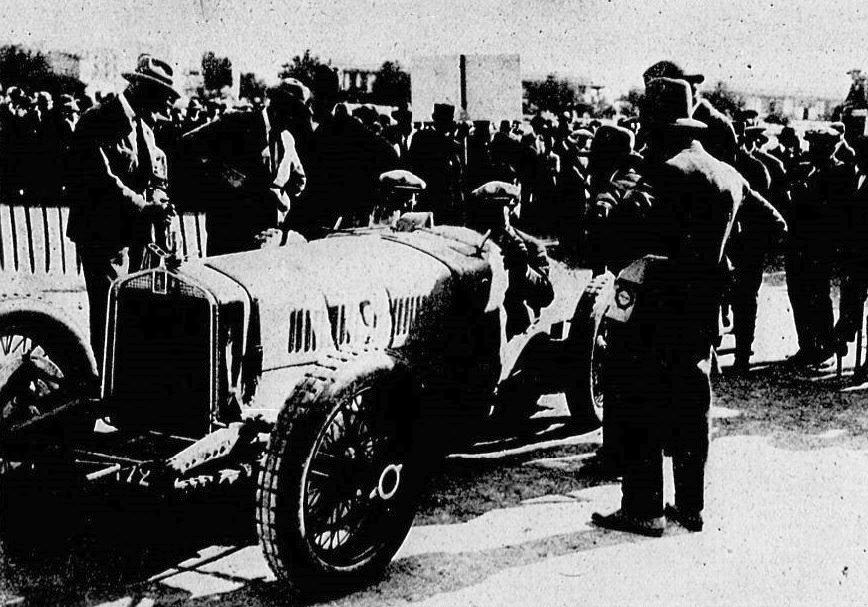
Maurice Rost, deuxième du Grand Prix du Maroc en 1928 sur Georges Irat.

À bord d'avions, il évolue depuis l'aérodrome d'Étampes sur Deperdussin durant les années 1910, et en 1913 il remporte le Cross Country Aérien de Reims.
Après le premier conflit mondial, son activité en sport automobile s'étale entre 1923 et 1931 (essentiellement sur modèles Georges Irat lors des cinq premières années).
En 1924 il obtient un podium lors du Grand Prix de l'A.C.F. pour la course réservée aux moins d'une tonne (3e sur Cottin & Desgouttes, la marque obtenant un triplé).
Il est un spécialiste du Circuit des Routes Pavées à Pont-à-Marcq, épreuve qu'il remporte à trois reprises, en 1923, 1925 et 1927, sur voiture Irat 2L. (3e en 1926), malgré sa faible cylindrée.
En 1927 toujours, il gagne à plus de 40 ans la troisième édition des 12 Heures de Saint-Sébastien -ou GP tourisme de Guipúzcoa- (également la troisième des quatre éditions longues de l'épreuve), sur Irat avec Marcel Lehoux. L'année suivante il se classe quatrième des 24 Heures de Spa avec Émile Burie (épreuve dont il a déjà été 8e en 1926 avec une victoire de classe, en deux courses sur ce circuit), ainsi que deuxième du Grand Prix du Maroc (derrière Edouard Meyer). 
Les voitures 2L. de Georges Irat lui permettent encore de remporter des victoires de classe en 1925 au Critérium Paris-Nice, aux courses de côte de Nice - La Turbie et du Mont Ventoux, à Boulogne-sur-Mer pour la Coupe Georges Boillot, lors de la course Toul-Nancy, et au Grand Prix du Maroc à Casablanca. En 1926, il en est de même à la côte de Château-Thierry, au Grand Prix de Provence Sport, à la Coupe Casablanca-Tunis, puis vraisemblablement pour 1927 il obtient encore une victoire au classement général du Grand Prix du Maroc (coquille d'époque sur le prénom).
Il participe enfin aux 24 Heures du Mans en 1926 (abandon sur Irat 4 A/3) et 1931 (un pneu déchappé de sa Bugatti T50S  de 8 cylindres et 5 L., dont il est pilote officiel, le fait alors sortir de la piste au 20e tour pour sa dernière course, entraînant la mort d'un spectateur et en blessant trois autres,).